# Cephalobyrrhus gibbicollis
Cephalobyrrhus gibbicollis är en skalbaggsart som beskrevs av Champion 1925. Cephalobyrrhus gibbicollis ingår i släktet Cephalobyrrhus och familjen lerstrandbaggar. Inga underarter finns listade i Catalogue of Life.